# Microsoft Mathematics
Microsoft Mathematics (раније: Microsoft Math) бесплатан је образовни програм за Microsoft Windows који помаже кориснику приликом решавања математичких задатака. Направила га је компанија Мicrosoft, а намењен је ученицима као алатка за учење.
Microsoft Math је 2008. освојио Награду за изврсност часописа Tech & Learning.

## Могућности
Microsoft Math садржи могућности које служе за помогање у решавању задатака из математике, науке и технологије, као и да образују корисника. Примери алатки су калкулатор графика и конвертер јединица. Садржи и алатку за решавање троугла и алатку за решавање једначина који пружа објашњења корак по корак за сваки задатак.

## Системски захтеви
|                   | Препоручени захтеви                                           | Минимални захтеви                                            |
| ----------------- | ------------------------------------------------------------- | ------------------------------------------------------------ |
| процесор          | Pentium 1000 MHz или еквивалентни                             | Pentium 500 MHz или еквивалентни                             |
| оперативни систем | Microsoft Windows XP SP3 или новији                           | Microsoft Windows XP SP3 или новији                          |
| РАМ               | 512 МВ                                                        | 256 МВ                                                       |
| хард-диск         | 65 МВ слободног простора                                      | 65 МВ слободног простора                                     |
| графика           | VGA-способна или боља видео-картица са резолуцијом 1024 × 768 | VGA-способна или боља видео-картица са резолуцијом 800 × 600 |
| остали захтеви    | .NET Framework 3.5 SP1                                        | .NET Framework 3.5 SP1                                       |

## Апликација за Windows Phone
Microsoft је 2015. развио мобилну апликацију за Windows Phone под именом Microsoft Math (други називи су Nokia Mobile-Mathematics или Nokia Momaths), посебно за јужноафричке и танзанијске студенте која је касније обустављена.